# Uusikaupunki
Uusikaupunki (/ˈuːsiˌkɑupuŋki/), hay Nystad trong tiếng Thụy Điển, là một thị xã và đô thị của Phần Lan.
Vị trí ở tỉnh của Tây Phần Lan thuộc vùng Tây Nam Phần Lan. Đô thị này có dân số 16,260 (thời điểm ngày 31 tháng 12 năm 2004)và diện tích 540,65 km² (trừ phần mặt biển) trong đó có 47,72 km² là mặt nước nội địa. Mật độ dân số là 32,99 người trên mỗi km².
Dân đô thị này chỉ sử dụng tiếng Phần Lan.
Uusikaupunki là nơi đóng trụ sở của Valmet Automotive, một công ty sản xuất ô tô và xe cộ.
Năm 1721, hòa ước Nystad được ký ở Uusikaupunki.

## Nhân vật
- Robert Wilhelm Ekman - họa sĩ.
- B. H. Crusell - Bernhardt Crusell (1775–1834), nhạc sĩ
- Arvid Liljelund - họa sĩ (1844–1899)
- Martti Simojoki - cựu tổng giám mục Phần Lan
- Ilmari Saarelainen - diễn viên

## Thành phố kết nghĩa
- Novgorod, Nga